# Българско средно общообразователно училище „Христо Ботев“ (Букурещ)
Българското средно общообразователно училище „Христо Ботев“ в Букурещ е основано през 1998 г. въз основа на двустранно споразумение между румънската и българската страна като държавно учебно заведение, предназначено за задължително преподаване на български език.
По същото време в София е открита гимназия „Михай Еминеску“ със задължително изучаване на румънски език.
През учебната 2005–2006 година е открита ремонтираната и обновена сграда в Букурещ.
На базата на проекта „Заедно в Европа“ на 12 ноември 2004 г. българското училище „Христо Ботев“ в Букурещ и училище „Христо Ботев“ в Русе сключват Протокол за побратимяване. Основната цел на побратимяването е създаване на дух на приятелство, сътрудничество и добросъседство между Румъния и България чрез разширяване и разнообразяване на взаимно организираните мероприятия в областта на образованието и културата чрез мобилизиране на учителските кадри и учениците на двете училища.
Като допълнение към обучението на учениците се предлага широк спектър от извънучилищни занимания: ученически лагери и посещения с учебна цел, честване на Националния празник на Република България, курсове за усъвършенстване и обмяна на опит в България, участие в разнообразни конкурси и състезания в България и Румъния, осъществяване на различни партньорства за сътрудничество с други учебни заведения.
Училището допринася за професионалното развитие на учениците, като им предлага важни предимства – завършване на общообразователно средно училище, изучаване и задълбочаване на български език и на други чужди езици, сред които новогръцки, английски и френски език, възможност за получаване на стипендия за следване в България, получаване на диплома за лингвистична компетентност и за помощник програмист.